# Paloma Faith
Paloma Faith (născută Paloma Faith Blomfield pe 21 iulie 1981 în Londra) este o cantautoare și actriță engleză care a câștigat notorietate în 2009, odată cu lansarea primului său album de studio numit Do You Want the Truth or Something Beautiful?. Materialul s-a bucurat de succes comercial în Regatul Unit, unde a primit discul de platină și a fost comercializat în peste 300.000 de exemplare.